# Мраморје (Перућац)
Мраморје или Багруша је средњовековна некропола стећака, која се налази у Перућцу и спада међу најочуваније некрополе тог поднебља. Овај локалитет има највећи број некропола у Србији. Потиче из XIV века и простире се између реке Дрине и магистралног пута који прати њен ток, на самом улазу у насеље. Локалитет се налази под заштитом Републике Србије, као споменик културе од изузетног значаја, али је и поред тога угрожен реком Дрином са једне и ширењем самог Перућца, са друге стране.

### Сакрална уметност
Стећци су позно средњовековни надгробни споменици који се појављују као посебан вид сакралне уметности на простору Балканског полуострва, на територији Босне и Херцеговине, Западне Србије, северне Црне Горе, Хрватске и простора Далмације. Појављују се као уметничко дело, као скулптуре, са циљем стварања вечног споменика преминулој особи, као уобичајена компонента европских погребних обичаја, средњовековни стећак – надгробни споменик је посебна појава и специфична синтеза језика и писма, вере и обичаја, историје и хронологије, културе, уметности и естетике.

## Некропола стећака
Некропола је формирана у 14. веку и имала је око 200 стећака, направљених од тврдог кречњака, међу којима су највећи примерци достизали дужину од 2 метра, са ширином и висином од скоро 1 метра. Каснији извори бележе број од 122 споменика, док их, према последњим подацима, има 93 и то:
- 46 плоча
- 18 слемењака са постољем
- 10 слемењака без постоља
- 7 сандука са постољем
- 10 сандука без постоља
- 2 аморфна примерка.

Део стећака је, током времена, премештен, део је утонуо у тло, док је неколико примерака пребачено у музеје (два стећка без украса се налазе у збирци Етнографског музеја у Београду, а један у Народном музеју у Ужицу).
Поређани су у правилне редове и већином имају оријентацију запад-исток. На стећцима нема натписа, већи број је фино обрађен, врло мали број њих је украшен, а на реткима су забележени мотиви круга, полумесеца, мача и штита.

## Галерија
- Табла на локацији
- Изглед пре рестаурације
- Изглед пре рестаурације
- Изглед по рестаурацији